# Galium equisetoides
Galium equisetoides là một loài thực vật có hoa trong họ Thiến thảo. Loài này được (Cham. & Schltdl.) Standl. mô tả khoa học đầu tiên năm 1936.